# Claude Houghton
Pour les articles homonymes, voir Houghton.
Claude Houghton Oldfield dit Claude Houghton (1889-1961) est un écrivain britannique.

## Biographie
Originaire du Kent, fils d'Elizabeth Harriett Thomas et de George Sargent Oldfield, expert-comptable, Claude Houghton est élève au Dulwich College puis étudie la comptabilité. 
Il publie ses premiers textes, des poèmes, vers 1912, dans The New Witness, revue dirigée à l'époque par Cecil Chesterton. Mobilisé dès le début de la Première Guerre mondiale, il est réaffecté à l'Amirauté du fait de sa myopie. En 1917, il publie un premier recueil de poèmes, The Phantom Host, chez Charles Elkin Mathews, puis un second, chez Grant Richards (1919). En 1920, il épouse l'actrice Dulcie Benson et le couple s'installe dans les Chilterns. En 1922, il écrit une pièce de théâtre. Ce n'est qu'à partir de 1926 que sa carrière romanesque débute. Houghton produira une vingtaine de romans, sans compter cinq mises en roman d'après des films. 
Avec I Am Jonathan Scrivener, publié en 1930, Houghton est enfin remarqué par la critique littéraire : J. B. Priestley, Hugh Walpole, Clemence Dane saluent sa singularité, et son art de mêler, tout en nuances, réalisme, merveilleux, mysticisme et psychologie. Beaucoup plus tard, Houghton évoquera ses maîtres en littérature, citant Flaubert, Balzac, et William Blake. Quelques-uns de ces romans publiés durant les années 1930 convoquent des thèmes propres au genre fantastique, comme la vie après la mort, le dédoublement, l'effondrement de civilisations, et la précognition. Henry Miller découvrit son œuvre du temps de son séjour à Paris et entama avec lui une amitié épistolaire ; il le cite comme ayant été un guide essentiel en termes de lectures et de techniques d'écriture. C'est à cette même époque que Houghton commence d'être traduit en français, en allemand, en tchèque.
En 1937, il présente ses ouvrages au public français et donne une conférence à l'université de Toulouse, invité par Paul Dottin.
Le roman I Am Jonathan Scrivener fit reparler de lui quand le musicien Bernard Herrmann révéla que ce texte, dans lequel Jonathan Scrivener nous est connu à travers les témoignages de nombreux personnages, eut sans doute une grande influence sur le scénario de Citizen Kane écrit par d'Orson Welles et Herman J. Mankiewicz,.
Après 1945, Houghton publie encore huit romans, puis meurt en 1961 à Eastbourne.

## Œuvre

### Ouvrages publiés
- The Phantom Host (poèmes, 1917)
- The Tavern of Dreams (poèmes, 1919)
- Judas: A Tragedy in Three Acts (pièce de théâtre, 1922)
- The Kingdoms of the Spirit (essai, 1924)
- Neighbours (roman, 1926)
- The Riddle of Helena (roman, 1927)
- In the House of the High Priest (pièce de théâtre, 1927)
- Crisis (roman, 1929)
- A Hair Divides (roman, 1930) L'Épaisseur d'un cheveu, trad. en français par Louis Postif, Paris, Éditions de France, 1938.
- I Am Jonathan Scrivener (Londres, Thorton Butterworth, 1930)Je suis Jonathan Scrivener, trad. en français par Jean Rosenthal, préf. par Henry Miller, Paris, Corrêa, 1954.
- Chaos Is Come Again (roman, 1932)Chaos, ou les Anglais peints par eux-mêmes, publié en feuilleton dans Gringoire (trad. L. Postif, 1942)[10].
- Julian Grant Loses His Way (roman, 1933)
- Three Fantastic Tales (nouvelles, 1934)
- The Passing of the Third Floor Back (roman, 1935) D'après une pièce de théâtre de Jerome K. Jerome.
- This Was Ivor Trent (roman, 1935)
- Christina (roman, 1936) Trad. en français par L. Postif, préf. de Paul Dottin, Paris, Éditions de France, 1936.
- Strangers (roman, 1938)
- Hudson Rejoins the Herd (roman, 1939)
- All Change, Humanity! (roman, 1942)
- Six Lives and a Book (roman, 1943)
- Passport to Paradise (roman, 1944)
- Transformation Scene (roman, 1946) Changement à vue, trad. par Michel Chrestien, Begh, 1948.
- The Quarrel (roman, 1948)
- Birthmark (roman, 1950)
- The Enigma of Conrad Stone (roman, 1952) Trad. en français par H. Seydoux et A. Zundel, Paris, Buchet/Chastel, 1962.
- At the End of a Road (roman, 1953)
- The Clock Ticks (roman, 1954)
- Some Rise by Sin (roman, 1956)
- More Lives Than One (roman, 1957)

### Adaptation
I Am Jonathan Scrivener et Birthmark ont été adaptés sous la forme d'épisodes pour la série télévisée d'anthologie américaine Studio One en 1952 et 1953.